# مير أفضل خان
مير أفضل خان سياسي باكستاني من مقاطعة خيبر بختونخوا في باكستان. شغل منصب رئيس وزراء المقاطعة السادس عشر من 7 أغسطس 1990 إلى 19 يوليو 1993.
ولد أفضل خان في مردان بخيبر بختونخوا في منزل سارفراز خان، الذي كان سياسيًا معروفًا من مردان في ذلك الوقت في مقاطعة الحدود الشمالية الغربية خيبر بختونخوا. وهو شقيق بيجوم زاري سرفراز، الذي كان سياسيًا وأخصائيًا اجتماعيًا.